# Dennis Littel

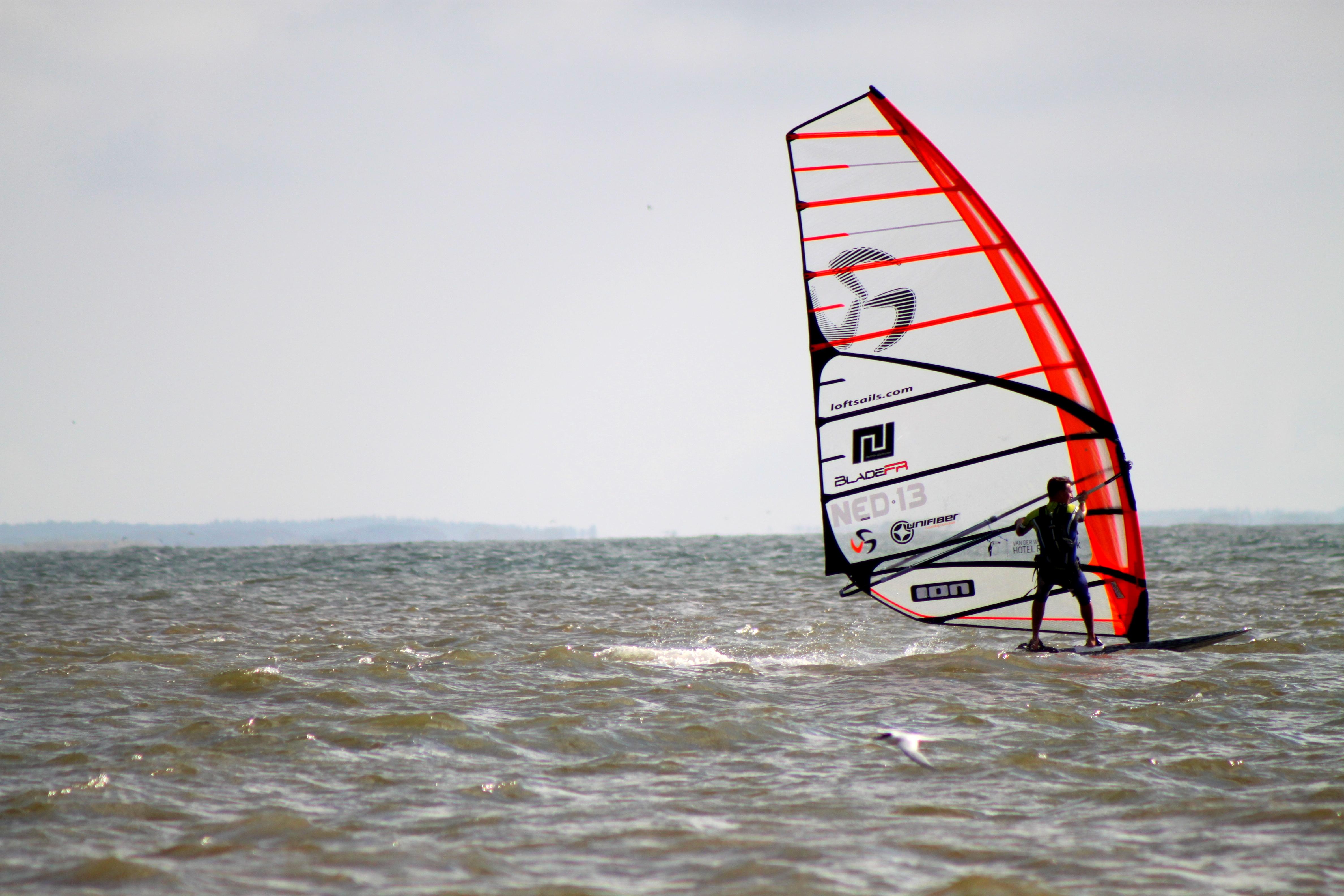
Littel tijdens de Ronde van Texel 2014

Dennis Littel (Barendrecht, 20 december 1981) is een Nederlands windsurfer.
Littel begon met surfen toen hij vijf of zes jaar oud was. Sinds 1999 doet hij mee aan wedstrijden, zowel nationaal als internationaal. Hij won vanaf 2005 telkens het Nederlands kampioenschap in de Formula/Course race-klasse.

## Palmares
2002
 Belgisch kampioen
 NK Marathon (Texelrace)
5e Eurocup, Silvaplana - Zwitserland
Eervolle vermelding gemeente Barendrecht
2003
 Island Race Marathon, Almere
 NK Formula
10e Pools Kampioenschap, Jurata
12e Eurocup, Paros - Griekenland
20e EK, Douarnenez - Frankrijk
Eervolle vermelding gemeente Barendrecht
2004
 Grote Prijs van Aalsmeer
2005
 NK Formula
 Brits Kampioenschap, Hove - Engeland
14e WK, Melbourne - Australië
20e EK, Rhodos - Griekenland
Sportman van het jaar gemeente Barendrecht
2006
 NK Formula
8e EK, Portimao - Portugal
12e WK, Zuid Korea
2007
 NK Formula
8e Eurocup, Portimao - Portugal
21e WK, Fortaleza - Brazilië
2008
 Nederlands Kampioen Formula Windsurfing
 NK Speed
 EK Formula
8ste WK Formula
 Grote Prijs van Aalsmeer
4e NK IJssurfen, Badhoophuizen
Eervolle vermelding gemeente Barendrecht
2009
 Nederlands Kampioen Formula Windsurfing
 Nederlands Kampioen Slalom
 NK Formula Grevelingendam (NK tourstop 1-4)
 Delta Lloyd North Sea Regatta - NK Formula Scheveningen (NK tourstop 2-4)
10de WK Slalom - Texel
 Almere Island Race 2009 Marathon(2.30 uur)
2010
 Nederlands Kampioen Formula Windsurfing
 Nederlands Kampioen Slalom
 NK Grevelingendam Formula Windsurfing (6 races tijdens NK Tourstop)
 NK Hoorn Slalom & Formula Windsurfing (4 FW races, en 2 slalom eleminaties tijdens NK Tourstop)
 NK Oostmahorn Formula Windsurfing (6 races tijdens NK Tourstop)
9de EK Slalom - Texel
2011
 Nederlands Kampioen Formula Windsurfing
10de WK Formula Windsurfing - Puerto Rico
2012
 Nederlands Kampioen Icesurfing
 Nederlands Kampioen Formula Windsurfing
2013
 Nederlands Kampioen Formula Windsurfing
2014
 Nederlands Kampioen Formula Windsurfing
 Nederlands Kampioen Marathon (Ronde van Texel)
2017
 Nederlands Kampioen Marathon (Ronde van Texel)